# Murrawarrirepubliek
De Murrawarrirepubliek is een door de inheemse Murrawarristam zelf uitgeroepen republiek. De staat werd gesticht op 30 maart 2013. Het land ligt geheel binnen de grenzen van Australië. Hoewel het land een eigen regering heeft is het door geen enkel ander land ter wereld erkend. De grondbeginselen van de staat stammen af van een verdrag tussen de Murrawarri en de Britse Kroon, waarin de kroon de Murrawarri onafhankelijkheid gaf. De natie heeft een oppervlakte van 81.000 vierkante kilometer. De Murrawarri Republiek ligt ten westen van Brisbane en bevat delen van Queensland en New South Wales.